# Hansmartin Schwarzmaier
Hansmartin Schwarzmaier (* 3. Mai 1932 in Tübingen; † 30. Mai 2021 in Karlsruhe) war ein deutscher Historiker und Archivar. Schwarzmaier war bis 1997 Leiter des Generallandesarchivs Karlsruhe. Er war durch jahrzehntelange Forschungstätigkeit ein ausgewiesener Kenner der staufischen Dynastie und ihrer Zeit.

## Leben und Wirken
Hansmartin Schwarzmaier wurde 1932 als Sohn des Pfarrers Otto Schwarzmaier und dessen Frau Clara, geborene Haux in Tübingen geboren. Nach dem Abitur an der Ulrich von Hutten-Oberschule in Korntal bei Leonberg 1951 und einer halbjährigen Studienzeit am Leibniz-Kolleg der Universität Tübingen studierte Schwarzmaier von 1952 bis 1959 Geschichte, Germanistik und Anglistik in Tübingen und Freiburg. Im Jahr 1958 wurde er bei Gerd Tellenbach mit einer Dissertation über Königtum, Adel und Klöster in Oberschwaben im Früh- und Hochmittelalter promoviert. Schwarzmeier absolvierte seine Ausbildung als wissenschaftlicher Archivar am Hauptstaatsarchiv Stuttgart, am Staatsarchiv Sigmaringen und am Generallandesarchiv Karlsruhe. Von 1966 bis 1969 war Schwarzmaier am Deutschen Historischen Institut Rom tätig. Aus der dortigen Tätigkeit entsprang eine sozialgeschichtliche Monografie über das mittelalterliche Lucca. Die Arbeit wurde als „ein sehr wichtiger Beitrag zur Geschichte des präkommunalen Italien“ gewürdigt. Ab 1969 war er im Generallandesarchiv Karlsruhe tätig. Von 1986 bis 1997 war er dort Leitender Archivdirektor. Von 1975 bis 1985 leitete Schwarzmaier die Arbeitsgemeinschaft für geschichtliche Landeskunde am Oberrhein. Von 1984 bis 1988 lehrte er an der Universität Karlsruhe Landesgeschichte, seit 1987 mittelalterliche Geschichte an der Universität Heidelberg. Im Jahr 1988 wurde er dort zum Honorarprofessor ernannt. Von 1975 bis 2002 hatte er die Schriftleitung der Zeitschrift für die Geschichte des Oberrheins inne. 
Seine Forschungsschwerpunkte waren die südwestdeutsche Landesgeschichte sowie die hochmittelalterliche Geschichte Italiens. Schwarzmaier untersuchte die Herrschaftszeichen und Ikonografie der Zähringer bis in das 19. Jahrhundert. Er war ab 1972 Mitglied und ab 1982 Mitglied des Vorstands der Kommission für geschichtliche Landeskunde in Baden-Württemberg. Im Jahr 2008 erhielt er die Ehrenmitgliedschaft der Kommission. Er war Mitglied des Konstanzer Arbeitskreises für mittelalterliche Geschichte (1989). Im Herbst 1997 leitete er gemeinsam mit Thomas Zotz und Helmut Maurer eine Tagung des Konstanzer Arbeitskreises zum Thema „Schwaben und Italien im Hochmittelalter (10.–13. Jahrhundert)“. Schwarzmaier selbst befasste sich in seinem Beitrag mit „Wege des schwäbischen Adels nach Italien im 12. Jahrhundert“. Die Beiträge wurden 2001 im 52. Band der Vorträge und Forschungen veröffentlicht.
Schwarzmaier war der Herausgeber des Handbuchs der baden-württembergischen Geschichte, das von 1992 bis 2007 in sechs Bänden erschienen ist und zu dem er selbst die Beiträge zur Stauferzeit und zur Geschichte Badens beisteuerte. Schwarzmaier veröffentlichte zahlreiche weitere Monographien, unter anderem Staufisches Land und staufische Welt im Übergang. Bilder und Dokumente aus Schwaben, Franken und dem Alpenland am Ende der staufischen Herrschaft (1978) oder Geschichte der Stadt Eberbach am Neckar bis zur Einführung der Reformation 1556 (1986). Mit dem Werk Von Speyer nach Rom. Wegstationen und Lebensspuren der Salier (1990) führte er seine Italienforschung fort. Er veröffentlichte 2005 eine Geschichte Badens vom Mittelalter bis zur Gründung Baden-Württembergs und bündelte mit dem Überblick seine zahlreichen Forschungen zu den Markgrafen und Großherzögen von Baden. Schwarzmaier befasste sich wiederholt mit verhinderten oder gescheiterten Herrschern. Er veröffentlichte 2009 eine Einführung über die Stauferzeit im südwestdeutschen Raum. In einem seiner letzten Beiträge befasste er sich mit der Urkunde, in der der letzte Wille Konradins und seines Freundes Friedrich von Baden-Österreich am Tag ihrer Hinrichtung in Neapel am 29. Oktober 1268 notariell konzipiert wurde.
Er starb im Alter von 89 Jahren am 30. Mai 2021 in Karlsruhe.

## Schriften
Monografien
- Die Welt der Staufer. Wegstationen einer schwäbischen Königsdynastie (= Bibliothek schwäbischer Geschichte. Bd. 1). DRW Verlag, Leinfelden-Echterdingen 2009, ISBN 978-3-87181-736-6.
- Baden. Dynastie – Land – Staat. Kohlhammer, Stuttgart 2005, ISBN 3-17-018551-9.
- Von Speyer nach Rom. Wegstationen und Lebensspuren der Salier. Thorbecke, Sigmaringen 1992, ISBN 3-7995-4132-2.
- Geschichte der Stadt Eberbach am Neckar bis zur Einführung der Reformation 1556. Thorbecke, Sigmaringen 1986, ISBN 3-7995-4084-9.
- Staufisches Land und staufische Welt im Übergang. Bilder und Dokumente aus Schwaben, Franken und dem Alpenland am Ende der staufischen Herrschaft. Thorbecke, Sigmaringen 1978, ISBN 3-7995-2013-9.
- Lucca und das Reich bis zum Ende des 11. Jahrhunderts. Studien zur Sozialstruktur einer Herzogstadt in der Toscana (= Bibliothek des Deutschen Historischen Instituts in Rom. Bd. 41). Niemeyer, Tübingen 1972, ISBN 3-484-80061-5.
- Königtum, Adel und Klöster im Gebiet zwischen oberer Iller und Lech. Verlag der Schwäbischen Forschungsgemeinschaft, Augsburg 1961 (Zugleich: Freiburg, Universität, Dissertation, 1958).

Herausgeberschaften
- Handbuch der baden-württembergischen Geschichte. Klett-Cotta, Stuttgart 2007, ISBN 3-608-91371-8.
- Das Mittelalterbild des 19. Jahrhunderts am Oberrhein (= Oberrheinische Studien. Bd. 22). Thorbecke, Ostfildern 2004, ISBN 3-7995-7822-6.
- mit Helmut Maurer, Thomas Zotz: Schwaben und Italien im Hochmittelalter (= Vorträge und Forschungen. Bd. 52). Thorbecke, Stuttgart 2001, ISBN 3-7995-6652-X (Digitalisat).

Aufsatzsammlung
- Klöster, Stifter, Dynastien. Studien zur Sozialgeschichte des Adels im Hochmittelalter (= Veröffentlichungen der Kommission für Geschichtliche Landeskunde in Baden-Württemberg. Reihe B. Bd. 190). Herausgegeben zum 80. Geburtstag von Hansmartin Schwarzmaier im Auftrag der Kommission für geschichtliche Landeskunde in Baden-Württemberg von Konrad Krimm und Peter Rückert. Kohlhammer, Stuttgart 2012, ISBN 978-3-17-022535-0 (bündelt 21 zwischen 1983 und 2009 veröffentlichte Beiträge von Schwarzmaier zu schwäbischen Klöstern und zum schwäbischen Adel).